# Тримкість гірського масиву
Тримкість гірського масиву — властивість гірського масиву витримувати певне навантаження, гірничий тиск вищезалеглих порід.
Оцінка тримкості ціликів чи штучно створених масивів з подрібненої породи (закладальних масивів), ґрунтується на дослідженні деформаційних характеристик цих структур — ціликів та закладальних матеріалів як тримальних опор. Для кількісної оцінки тримкості закладальних масивів використовують модуль деформації подрібненої породи.